# 낙인찍힌 자들
《낙인찍힌 자들》(독일어: Die Gezeichneten)은 프란츠 슈레커가 작곡한 3막의 오페라다. 제목이 가리키는 "낙인찍힌 자들"은 각각 세 주역, 알비아노와 카를로타, 타마레를 의미한다. 알비아노는 외적 추함으로 이성에 대한 욕망을 억제해야 했던 존재, 카를로타는 내면의 아름다움을 볼 줄 알지만 결국 육욕에 굴복하는 존재, 타마레는 젊고 잘생긴 외모를 지녔으나 소유욕으로 가득한 오만한 존재이다.

## 작품 배경
1911년, 작곡가 알렉산더 폰 쳄린스키는 슈레커에게 프랑크 베데킨트의 희곡 《히달라, 혹은 존재와 소유》(독일어: Hidalla, oder Sein und Haben)를 바탕으로 한 오페라 대본을 작성해 줄 것을 부탁한다. 그러나 해당 작품의 줄거리에 매료된 슈레커는 대본을 쳄린스키에게 주는 대신, 자신의 오페라를 위해 사용하기로 계획을 바꿔 1915년 작품을 완성한다.

## 등장인물
- 알비아노 살바고 - 곱추 귀족, 테너
- 카를로타 나르디 - 화가, 소프라노
- 비텔로초 타마레 - 알비아노의 동료 귀족, 백작, 바리톤
- 루도비코 나르디 - 포데스타, 카를로타의 아버지, 베이스
- 안토니오토 아도르노 - 총독, 베이스
- 귀도발드 우소디마레 - 알비아노의 동료 귀족, 테너
- 메날도 네그로니 - 알비아노의 동료 귀족, 테너
- 미켈로토 치보 - 알비아노의 동료 귀족, 바리톤
- 곤살보 피에시 - 알비아노의 동료 귀족, 바리톤
- 율리안 피넬리 - 알비아노의 동료 귀족, 베이스
- 파올로 칼비 - 알비아노의 동료 귀족, 베이스
- 카피타노 디 주스티차 (판사 및 경찰 역할을 하던 중세의 행정관) - 베이스
- 지네브라 스코티 - 유괴당한 여인, 소프라노
- 마르투치아 - 알비아노의 가정부, 콘트랄토
- 피에트로 - 악한, 테너
- 청년 - 테너
- 청년의 친구 - 베이스
- 소녀 - 소프라노
- 세 명의 의원 - 테너, 바리톤, 베이스
- 하인 - 베이스
- 하녀 - 메조소프라노
- 세 명의 시민 - 테너, 바리톤, 베이스
- 꼬마 아이 - 보이 소프라노
- 아이의 아버지 - 베이스
- 아이의 어머니 - 콘트랄토
- 덩치 큰 시민 - 베이스

## 악기 편성
- 목관악기: 플루트 4 (제4주자는 피콜로를 겸함), 오보에 4 (제4주자는 잉글리시 호른를 겸함), 클라리넷 4 (네 주자 모두 A조와 B♭조, 두 종류를 사용하며, 제4주자의 경우 추가로 E♭조 클라리넷과 바셋 호른을 겸함), B♭조 베이스 클라리넷, 바순 2, 콘트라바순
- 금관악기: F조 호른 6, C조 트럼펫 4 (제4주자는 베이스 트럼펫을 겸함), 트롬본 3, 튜바 (콘트라베이스 튜바를 겸함)
- 타악기 (주자 3): 팀파니 2쌍, 실로폰, 글로켄슈필, 저음 튜블러 벨, 캐스터네츠, 트라이앵글, 심벌즈, 탐탐, 탬버린, 스네어 드럼, 베이스 드럼, 테너 드럼
- 건반악기: 피아노, 첼레스타
- 현악기: 제1바이올린 16, 제2바이올린 14, 비올라 12, 첼로 10, 콘트라베이스 8, 하프 2

## 줄거리

### 1막
16세기 제노아, 알비아노의 성. 흉측한 외모를 지녔지만 내면의 아름다움을 지닌 귀족 알비아노는 자신의 미적 감각을 활용하여 "엘리지움"이라는, 낙원처럼 아름다운 섬을 만들었다. 그러나 알비아노의 동료 귀족들은 엘리지움 지하에 굴을 파고서는 명망 있는 가문의 젊은 여자들을 납치해 난교를 즐기는 장소로 사용하고 있다. 알비아노는 그들의 타락한 모습에 질린 상태로, 그는 "엘리지움"을 대중에게 개방하고자 하는 계획을 가지고 있다. 그는 루도비코를 통해 총독 아도르노에게 이에 대한 동의를 얻고자 한다. 이때 루도비코와 함께 온 그녀의 딸 카를로타가 젊은 백작 타마레의 관심을 사로잡는다. 그러나 카를로타는 알비아노에게 더 관심을 보이며, 그의 영혼을 초상화로 그리고 싶다고 말한다.

### 2막
아도르노의 성. 타마레는 자신을 거절한 카를로타에게 격노하며 그녀를 정복하리라고 맹세한다. 그는 지하 굴에서의 난교를 계속하기 위해 아도르노에게 접근해 비밀 굴의 존재를 공유한다. 명예욕이 강한 아도르노는 자신보다 알비아노의 명망이 더 높아지는 것은 참을 수 없다며  굴의 존재를 빌미로 삼아 섬의 개방에 대한 거부권을 행사하기로 한다. 무대가 카를로타의 작업실로 바뀌면, 알비아노가 카를로타의 모델이 되어 주고 있다. 알비아노가 카를로타의 시선을 자꾸만 피하자, 그녀는 그렇게 하면 영혼을 제대로 그려낼 수 없다고 말한다. 알비아노는 자신도 연심이 있어서 어쩔 수 없다고 답하고, 카를로타는 결국 자신도 그를 사랑한다고 고백한다. 두 사람은 서로에 대한 강렬한 감정에 빠져들지만, 이를 억누르며 포옹하는 것에 그친다.

### 3막
최초로 "엘리지움"이 대중에게 공개되는 날. 알비아노는 루도비코에게 카를로타와의 결혼에 대해 이야기한다. 한편, 카를로타는 알비아노의 초상화를 완성한 이후 그에 대한 사랑이 식어가면서 의도적으로 알비아노를 피하고 있다. 그녀는 섬의 황홀함에 취해 열병과 같은 육욕을 느낀다. 가면을 쓴 타마레가 그녀에게 다가가자, 그녀는 그의 외모에 빠져 홀린 듯 그를 따라간다. 한편, 대중들이 알비아노의 예술성을 찬양하는 가운데 갑자기 카피타노 디 주스티차가 등장해 지네브라를 증인으로 데리고 알비아노를 유괴범들의 수장으로 고발한다. 이때 카를로타의 하녀가 한 병사에게서 그녀가 변장한 기사 곁에 있었다는 소식을 들었다고 전한다. 알비아노는 분개하며 대중들에게 지하 굴로 가자고, 그 다음 판단해 달라고 말한다. 예상대로 지하 굴에서는 의식을 잃은 카를로타 곁으로 타마레가 있었다. 타마레는 자신이 그녀를 쟁취했다고 자랑스럽게 말하고, 알비아노는 그를 찔러 죽인다. 그 소리에 카를로타가 일어나고, 그녀는 알비아노의 모습을 공포스럽게 여기다 타마레의 이름을 부르며 죽는다. 알비아노는 정신이 나간 채 중얼거리며 경악에 찬 사람들 사이로 걸어간다.